# Hieronymus von Colloredo (1732-1812)

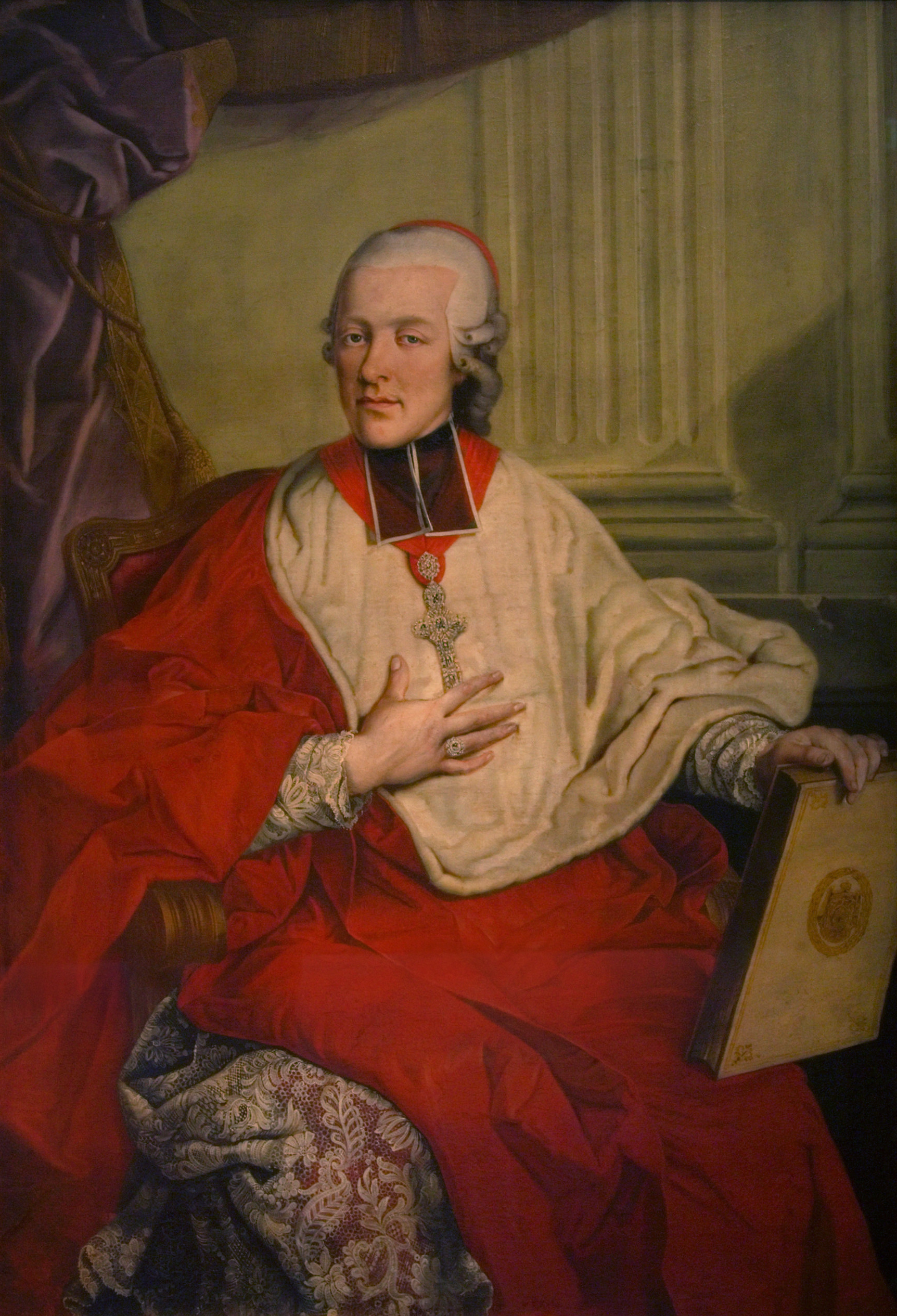
Graaf Hieronymus von Colloredo

Hieronymus Joseph Franz de Paula Graf Colloredo von Wallsee und Melz (Wenen, 31 mei 1732 – Wenen, 20 mei 1812) was bisschop van Gurk vanaf 1761 en aartsbisschop van Salzburg tussen 1771 en 1803. Hij vluchtte omwille van de Franse Revolutie en bijhorende secularisatie.
Colloredo was de tweede zoon van graaf Rudolf Wenzel Joseph Colloredo von Wallsee und Melz, een hooggeplaatst legerofficier. Hij werd in een religieus gezin opgevoed. Zijn gezondheid liet niet toe om zich bij het leger te vervoegen. Daarom volgde hij les aan het Weense Theresianum en studeerde later filosofie aan de Universiteit van Wenen.
Colloredo is enige tijd de werkgever geweest van Wolfgang Amadeus Mozart. Mozart werd ontslagen aangezien hij regelmatig te laat was of niet kwam opdagen.
- Biblioteca Nacional de España: XX981039
- Bibliothèque nationale de France: cb12917255q (data)
- Gemeinsame Normdatei: 119265737
- International Standard Name Identifier: 0000 0000 5954 9461
- Library of Congress Control Number: n79016857
- Nationale Bibliotheek van Tsjechië: jx20140723001
- Nationale Bibliotheek van Israël: 987007430178105171
- Système universitaire de documentation: 034213252
- Virtual International Authority File: 49354001
- WorldCat: E39PBJjtcmpd8VdJCymxKM3PcP